# Cristo Negro de Granados
El Cristo Negro de Granados es el patrón del municipio de Granados Baja Verapaz, en la República de Guatemala.
La imagen, que está al resguardo de todos los granadenses, es una réplica del Cristo Negro de Esquipulas fue llevada a ese municipio guatemalteco procedente de la Ciudad de Esquipulas, en el departamento de Chiquimula, el 7 de enero de 1994. Fue recibida con bombas, cohetes, repiques de campanas y miles de feligreses católicos que acudieron a darle la bienvenida a la imagen del Cristo Negro, que desde el año 2000, es el patrón de Granados.
El 15 de enero de todos los años la imagen es objeto de veneración. La imagen se encontró en la Iglesia de San Pedro Apóstol, y en el año 2000 se le trasladó a la Parroquia que lleva su nombre, que es donde se encuentra hoy en día. Cabe mencionar que el Cristo Negro de Granados es el Patrón del Municipio, y San Pablo Apóstol el patrón de la Cabecera Municipal.